# Raffaello Bonusi
Raffaello Bonusi (Gavardo, 31 januari 1992) is een Italiaans wielrenner die anno 2018 rijdt voor Androni Giocattoli-Sidermec.

## Carrière
In 2016 won Bonusi, als stagiair bij Androni Giocattoli-Sidermec, de derde etappe in de Ronde van China I. Hierdoor nam hij de leiderstrui over van zijn ploeggenoot Marco Benfatto. Deze leiderstrui wist hij in de laatste vier etappes te behouden, waardoor hij het eindklassement won met een voorsprong van vier seconden op Jonas Vingegaard. Zijn stagecontract werd het volgende seizoen omgezet in een vast contract, waardoor Bonusi in 2017 prof werd.
Zijn seizoensdebuut in 2017 maakte hij in de Ronde van Táchira, waar hij de eerste etappe op zijn naam schreef door in de kopgroep van vier renners als eerste te finishen. De leiderstrui die hij daaraan overhield moest hij een dag later afstaan aan John Nava.

## Palmares

### Overwinningen
2010
Trofeo Città di Ivrea
2016
3e etappe Ronde van China I
Eindklassement Ronde van China I
2017
1e etappe Ronde van Táchira

### Resultaten in voornaamste wedstrijden
|      | \| Jaar \| Milaan-San Remo \| \| ---- \| --------------- \| \| 2017 \| 105e \| |
| Jaar | Milaan-San Remo                                                                |
| 2017 | 105e                                                                           |

### Resultaten in kleinere rondes
| Jaar | Tirreno-Adriatico |
| ---- | ----------------- |
| 2017 | 106e              |

## Ploegen
- 2014 –  Marchiol Emisfero
- 2016 –  Androni Giocattoli-Sidermec (stagiair vanaf 1-8)
- 2017 –  Androni-Sidermec-Bottecchia
- 2018 –  Androni Giocattoli-Sidermec

Antonini · Bonusi · Cambianica · Cecchin · Filisetti · Franzoi · Lunardon · Nibali · Ocanha · Sedaboni · Vaccher · Vendrame · Zanardini · Borisavljević (stagiair)
Bandiera · Benfatto · Bernal · Cecchinel · Chicchi · Dall'Antonia · Frapporti · Gavazzi · Nardin · Pacioni · Pellizotti · Ratto · Selvaggi · Taliani · Torres · Țvetcov · Viganò · Bonusi (stagiair) · De Marchi (stagiair) · Gasparrini (stagiair)
Ballerini · Benfatto · Bernal · Bonusi · Cattaneo · D'Urbano · Mar. Frapporti · Mat. Frapporti · Gavazzi · Malucelli · Masnada · Pacioni · Palini · Rivera · Sosa · Spreafico · Taliani · Torres · Vendrame
Ballerini · Belletti · Benfatto · Bisolti · Bonusi · Cattaneo · Chirico · Mar. Frapporti · Mat. Frapporti · Gavazzi · Malucelli · Masnada · Rivera · Sosa · Spreafico · Torres · Vendrame · Lizde (stagiair) · Viel (stagiair)